# Jämtlands samtidshistoria
Jämtlands samtidshistoria behandlar landskapet Jämtlands historia från omkring sekelskiftet 1800-1900 fram till nutid.

## Folkrörelsetid
Något som kom att känneteckna Jämtland och som fortfarande kännetecknar Jämtland är och var den stora sammanslutningen i folkrörelser. Rörelserna kom till då Östersund ökade befolkningsmässigt enormt, samtidigt som staden med kraft intog ställningen som Jämtlands centrum. Befolkningen som kom till staden bestod till största delen av jämtar från landsbygden, som tillsammans med immigranter från övriga Sverige gjorde stadens befolkning mycket ung, något som skapade en grogrund till föreningsliv. Samtliga rörelser hade kontakter till de närliggande områdena som Tröndelag, Härjedalen och Västernorrland.

### Väckelserörelsen
Den första folkrörelsen som kom till Jämtland var den kristna väckelserörelsen. Missionsföreningen kom till Jämtland i mitten av 1800-talet och verkade i anslutning till statskyrkan. 1864 kom baptister och representanter för rörelsen var främst Jonas Stadling och John Ongman. Det dröjde till 1890-talet innan den frikyrkliga rörelsen slog igenom. Det skedde efter bildandet av Mellanriksbanan då järnvägsarbetare kom till Jämtland och förde med sig nya idéer. KFUM höll sin världskonferens år 1888 i Östersund och ett hundratal delegater kom. Genom väckelserörelsen kom ett antal kapell och nya kyrkor till i Jämtland, likväl som bildandet det första daghemmet Emanuel i Östersund som inrättades av metodister 1913. Men trots att väckelserörelsen var en kraftig rörelse runt om i Sverige blev den aldrig det i Jämtland, som istället kom att domineras av en annan rörelse.

### Godtemplarrörelsen

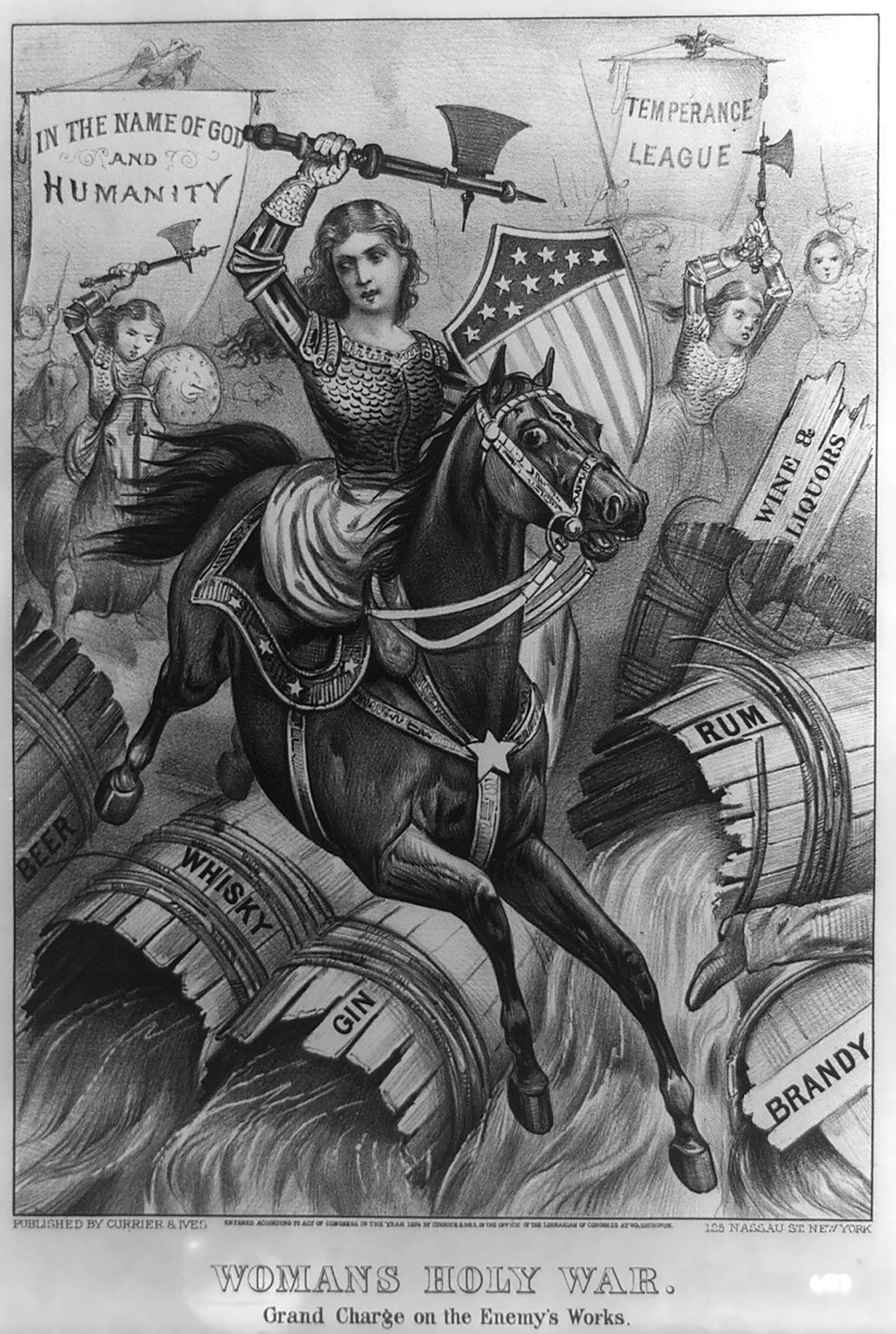
Många kvinnor slöt upp bakom Godtemplarrörelsens budskap och ofta var det kvinnan som användes som symbol för rörelsen, ofta i porträtterad som tapper och rättrådig, som på denna amerikanska bild, precis som i vinjetten till den jämtska tidskriften Vägvisaren

Kampen mot alkoholen inleddes på tidigt 1800-tal, men slog igenom på riktigt då godtemplare kom. Godtemplarrörelsen hade ett anglo-amerikanskt ursprung och vid sekelskiftet hade rörelsen en halvmiljon medlemmar, allra flest i förhållandet till folkmängden fanns i Sverige. I Sverige var rörelsen mest utbredd i Jämtland och den världsomfattande rörelsen fick således sitt (relativt sett) starkaste fäste i just Jämtland. 1882 fick Jämtland sin första nykterhetsloge, 211 Fjällrosen i Östersund . Utvecklingen tog kraftigt fart och orden bredde ut sig i Jämtland. Efter ett halvår fanns det dryga hundratalet loger runt om i den jämtska landsbygden. Snabbt anslöt sig en betydande del av befolkningen och i mitten av 1880-talet hade Jämtland 7 000 medlemmar — en femtedel av alla medlemmar i hela Sverige. Av Östersunds 3 000 invånare var hela 700 godtemplare. Den snabba framgången för rörelsen skapade en unik entusiasm, "om det så hade gällt att flytta Åreskutan sten för sten, hade vi trott att det var möjligt" berättade senare en äldre medlem.
Rörelsens arbete kom att omfatta alla delar av samhället, man anordnade egna bröllop, julmarknader, startade nöjesetablissemang, grundade banker, en försäkringskassa med mera. Den största symbolen för rörelsens storhet var ordenhuset som uppfördes 1885 i Östersund, Östersunds-Goodtemplars-Ordenshus. När godtemplarrörelsens galjonsfigur Joseph Malins besökte Jämtland och Östersund utkorade han ordenhuset till det allra största i hela världen. Jämtland, tillsammans med Härjedalen, kom att bli den enda regionen i hela Sverige där ordenhusen är vanligare än frikyrkorna. I slutet av 1880-talet utvecklade logerna en mer planerad verksamhet och Oskar Gylfe skapade tillsammans med Vilhelm Sköld månadstidskriften Vägvisaren, som efter två år hade 2 000 prenumeranter i Jämtland. Vilhem Sköld grundade även ett nykterhetsförlag i Jämtland, som senare blev förlaget för hela den svenska nykterhetsrörelsen, Svenska nykterhetsförlaget.
Spritmissbruket hade blivit påtagligt i samhället och skedde ofta ohämmat. Många lockades således till den organisation som lovade frälsning från alkohol. Lockelsen bidrag även till att mystiska ritualer och ceremonier utvecklades jämte logearbetet samt det glada och nyktra nöjeslivet. Godtemplarnas budskap var mycket enkelt; alkoholen var roten till all ondska. En ledargestalt för rörelsen var Johan Lindström Saxon som förespråkade en radikal individualism. Den var hos den enskilde individen reformationen till en moralisk utopi möjliggjordes. Individen måste ändra på sig och säga nej till allt osunt såsom sprit, industrialism och fåvälde och istället säga ja till nykterhet, demokrati, hembygdsforskning, fred och frisinne. Saxon förespråkade även sådant som vegetarism och djurskydd. I Östersund bildades i slutet av 1800-talet föreningar som befrämjade reformation av individen, som till exempel sällskapet för befrämjandet av ett naturenligt levnadssätt. Bakom föreningen stod flera kända godtemplare.
Den vegetariska övertygelsen hängde ihop med alkoholbegäret, då det kom, menade man, från den köttrika kosten och begäret skulle upphöra om ett samhälle av sunda och upplysta individer skapades. En människovänligare miljö kunde enbart uppnås om var och en tar sitt individuella ansvar, såvär moraliskt som etiskt.
På grund av rörelsen stora omfattning blev Jämtlands län Godtemplarlandet och Östersund Godtemplarstaden.

### Ungdomsrörelsen
En rörelse som är intimt förknippad med godtemplarrörelsen är ungdomsrörelsen. Ungdomsrörelsen startade i Norge med parollen "Dei unge skal rivast laust frå den åndelege formyndarskapen til dei eldre og få makt og ansvar, landet skal gjerast fri frå unionen med Sverige". Den jämtska ungdomrörelsen fokuserade mera på att motverka industrialismen då den omintetgjorde kulturarvet, orsakade emigration och skapade stridigheter mellan klasser som undergrävde den nationella viljan. I Jämtland hölls det första ungdomsmötet 1899 på Rödön. Året innan hade godtemplarrörelsen i Hackås bjudit in en trönder som talade om den norska "ungdomsrørsla" som startade rörelsens uppgång i landskapet. Vid midsommar 1900 färdades 1 000 jämtar till Trondheim för att deltaga vid ett möte. Året därefter stod Östersund som värd för 1901 års ungdomsmöte och då var det 1 000 norrmän som anslöt sig till en skara om 10 000 ungdomar i Östersund. Stämningen som rörelsen skapade förmedlade Anders Mattsson på ett möte i Ås 1900 till 7 000 besökare; 
| ”                          | Gån samman i flock, I unga! En ensam kämpe ej segrar helt visst. Gån samman i flock och då till sist I segersång skolen sjunga. | „ |
| – Anders Mattsson, Ås 1900 | |   |

Hans avslutning var en uppmaning till Jämtlands ungdom att gå samman i föreningar, vilket även skedde. Runt om i både Jämtland och Härjedalen bildades ett femtontal föreningar fram till 1905. Rörelsen var nära länkad med godtemplarrörelsen och vid mötena var målen ideellt tänkande och allmänbildning. Birka folkhögskola kom till som följd av rörelsen. Från Jämtland spred sig rörelsen till övriga Sverige. Men den blev kortvarig och absorberades av hembygdsrörelsen.

### Hembygdsrörelsen

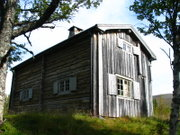
Backmans stuga i Västra Arådalen

Godtemplarrörelsen förknippas även med hembygdsrörelsen, det var bland godtemplarna som hembygdsforskning blev populärt. Ett enormt intresse för Jämtlands kulturhistoria samt natur var väl utbrett inom rörelsen. Redan på 1880-talet skrevs folkmålsberättelser och sånger på jämtska som gav uttryck för den jämtska patriotism som ännu gör sig gällande. Den allmänna nationalromantiken som rådde speglades i Jämtland av främst invandrare som Saxon, fornminnesföreningens Sven Johan Kardell och Ellen Widén från Föreningen Jämtslöjd. Invandrare och besökare gav det perspektiv som behövdes för att "se det unika i det egna". Men den jämtska hembygdsrörelsen hade även stor folklig förankring genom dem som skolats i ungdomsrörelsen och godtemplarrörelsen, som till exempel Anders Backman och Erik "Äcke" Olsson som grundade tidskriften Jämten, som fortfarande ges ut av länsmuseet Jamtli. 

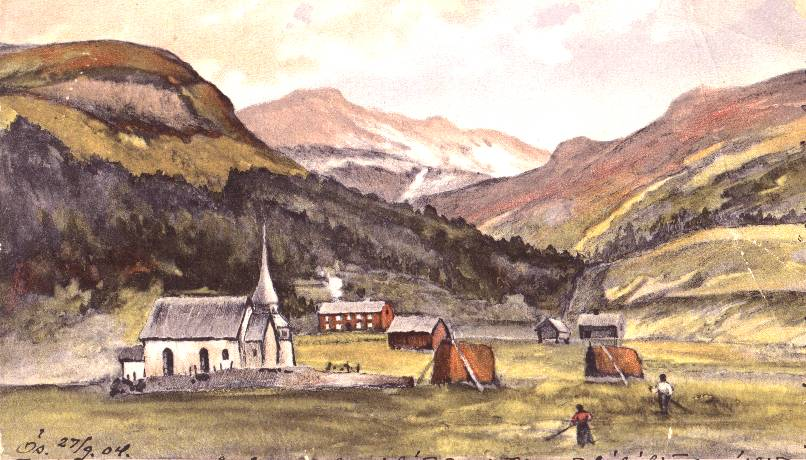
Hembygdsmotiv från Åre i västra Jämtland, tidigt 1900-tal

Intimiteten mellan nykterhetsrörelsen och hembygdsrörelsen var inte någon tillfällighet. Nykterhetsrörelsen såg industrialiseringen som ett allvarligt hot mot hembygden och det gamla by och bondesamhället. Då majoriteten av Östersunds befolkning hade sina rötter på landsbygden rådde inga spänningar inom Jämtland. Även alkoholen sågs som ett hot mot det agrara. 

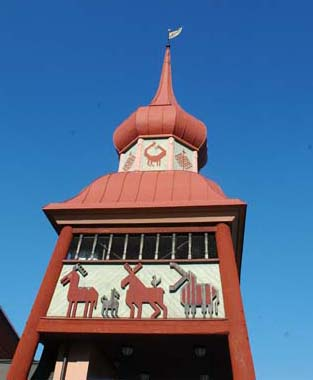
Jamtli var ett resultat av hembygdsrörelsen

Den första föreningen som ville vårda äldre kultur var Jämtlands läns fornminnesförening som grundades av Saxon 1886 och föreningen Jämtslöjd kom till 1906 och de både arbetade tillsammans i gemensamma angelägenheter. Landshövdingeparet bestående av Johan och den redan nämnda Ellen Widén försökte ihärdigt utnyttja de kulturella krafterna till länets fördel. Det var även Ellen Widén som tvättade Överhogdalsbonaderna i sitt badkar på länsresidentet när konstnären Paul Jonze tog med sig den till Östersund. Samma år som Jämtslöjds bildande hade Sveriges första hembygdsförening grundats i Ströms socken. Under samma tid verkade även Wilhelm Peterson-Berger och hans opera Arnljot framfördes 1908 vid Stocke på Frösön med omkring 3 000 åskådare. Eric Festin kom att spela en central roll i den jämtska hembygdsrörelsen då han var engagerad i flera föreningar samtidigt. Han blev redaktör för tidskriften Jämten och Jämtslöjds intendent år 1912, samma år kom Jamtli till. 1919 utsågs Festin till Sveriges förste landsantikvarie av Jämtlands läns landsting. Koncentrationen av föreningar ledde till att Heimbygda bildades 1923 genom en rad sammanslagningar.

### Arbetarrörelsen
En annan världsomspännande rörelse som nådde Jämtland var arbetarrörelsen. Föregångare till den kom till i Jämtland under det sena 1800-talet. Den första fackföreningen bildades 1885 och så tidigt som 1890 hölls en första majdemonstration i Östersund i likhet med flera andra städer för åtta timmars arbetsdag. I godtemplarhuset kom socialister och talade, Hjalmar Branting fick ett aktningsfullt mottagande men värre var det för August Palm som inte hade någon framgång i godtemplarstaden Östersund, motståndare till nykterhetsrörelsen som han var. Rösträttsrörelsen samlade personer från alla politiska läger blev ett påtagligt inslag i Jämtlands föreningsliv, varvid en arbetarklubb bildades. Just arbetarklubben i Östersund var det som Branting representerade när det Socialdemokratiska Arbetarepartiet bildades 1889. För rörelsen gick det emellertid trögt då den frisinnade godtemplarrörelsen dominerade starkt och vars tankeverksamhet hämmade de socialistiska idéernas genomslagskraft. Jämten Gustav Hedenvind-Eriksson var den store pionjären för de svenska arbetarförfattarna och skildrade bland annat Jämtlands bondesamhälles omvandling och industrialisering (i citatet nedan om Jämtlands historia syftar penningtiden på just detta).
| ”                    | Jämtland slungades av och an mellan två rivaliserande stater, brändes också stundom, beskattades och trampades ofta ned av framvältrande härar än från öster, än från väster, men förblev ändå vad det varit. Jämtarna behöllo trots allt sin egenartade kultur, sitt oförlikneliga kynne intill penningtiden. Men då. På knappt hundra år hade mycket försvunnit, som stått sig sedan hedenhös genom hårda, växlande tider och lever ännu tack och lov på några platser, till skillnad från landets övriga provinser. | „ |
| – Hedenvind-Eriksson | |   |

År 1902 genomfördes en kortare storstrejk i landskapet, storstrejken 1909 blev däremot mer omfattande. Många av de rallare som höll på att bygga inlandsbanan strejkade redan i början av året, vilket skapade en stor oro. När strejken så bröt ut den 4 augusti visade sig oron vara obefogad då inga större sammanstötningar skedde. Strejken var däremot ett enormt nederlag för arbetarrörelsen i Jämtland och tynade nästan helt bort; "Arbetarrörelsen härstädes är så gott som död" sade man hösten 1909.

### Kvinnorörelsen
En annan rörelse som kom till Jämtland var kvinnorörelsen. Fredrika-Bremer-förbundet fick sitt första ombud i slutet av 1800-talet i Jämtland. Senare kom även FPKR, Vita bandet, KFUK, Frisinnade kvinnor och Kooperativa kvinnogillet. Föreningarna hade en stor spännvidd, allt från politisk rösträtt och välgörenhet till hemslöjd.

### Folkrörelsernas utveckling

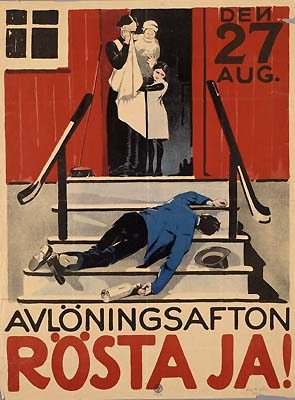
Stödet för ett rusdrycksförbud var stort i Jämtland

Den mest dominerande folkrörelsen i Jämtland under den här tidpunkter var, som redan nämnt godtemplarrörelsen. 1910 fanns det nästan 17 000 organiserade nykterister i Jämtland-Härjedalen. Rörelsen upprättade bygdegårdar runt om i landskapet (då benämnda ordenshus) och rörelsen bedrev ett omfattande folkbildningsarbete. Saxon konstaterade senare att "jämtarna ha ovanligt lätt för att uttrycka sig i skrift". Rörelserna påverkade i högsta grad politiken, enligt Per Nilsson-Tannér var det "en tid nära nog uteslutet för en icke organiserad nykterhetsman att uppställas som kandidat, än mindre att bli folkvald". Vid folkomröstningen om rusdrycksförbud i Sverige visades nykterhetsrörelsens enorma genomslag i regionen. Nykterhetsaktivister, oftast unga, for runt i bygderna i så kallade budkavlebilar och propagerade emot alkoholen och för ett förbud. I Jämtlands län vann förbudssidan överlägset, 72,2 procent röstade för ett förbud (63,5 procent av männen och 83,2 procent av kvinnorna). Samtidigt var samtliga av länets riksdagsledamöter liberaler. Vid Andrakammarvalet 1911 fick Liberala samlingspartiet hela 70 procent av rösterna. Jämtland utmärkte sig emellertid gentemot övriga Sverige då förbudsmotståndarna segrade nationellt. Så trots den massiva lokala förankringen blev folkomröstningen ett enormt bakslag. Från mitten av 1920-talet avtog rörelsen vitalitet och medlemsantalet minskades något för att sedan dyka under 1960-talet. Länet hade då 7 000 medlemmar och i början av 1970-talet hade siffran sjunkit till 2 500. Samtidigt slogs IOGT ihop med NTO och IOGT-NTO bildades. Föreningen hade emellertid styrka nog för att stå värd för 1998 år världskongress i Östersund. Det mest symboliska för rörelsens nedgång var när det alltjämt största ordenshuset i hela världen fick sin skylt nedtagen. Där skylten en gång hängde hänger nu skylten "Gamla teatern", på Gustav III torg i centrala Östersund. Ingen rörelse har emellertid haft en sådan stor inverkan på Jämtland under 1900-talet som godtemplarrörelsen.
Genombrottet för arbetarrörelsen lät länge vänta på sig, den tidiga rörelsen var väldigt bräcklig och bars upp av hantverksarbetare i Östersund och rallare runt om i bygderna. Några industriarbetare fanns det knappt att tala om då Jämtland aldrig industrialiserades, något som godtemplarrörelsen och hembygdsrörelsen aktivt verkat för. Kata Dalström var inte imponerad efter hennes besök i staden; "Jämtarna är ett eget släkte — Staaff-liberaler hela bunten" berättade hon efter en agitationsturné. Vissa inom arbetarrörelsen var mycekt positiva till arbetet som godtemplarna bedrev, andra menade att det var förkastligt att klandra alkoholen istället för kapitalismen för världens alla problem. Rörelserna kunde emellertid samarbeta i vissa fall, såsom i frågorna gällande rösträtt och landsbygdens utarmning. Där ledande socialister ville engagera och organisera lantarbetare och småbönder. Rörelsen fick sin första egentliga tidning 1924 i och med bildandet av Länstidningen Östersund.

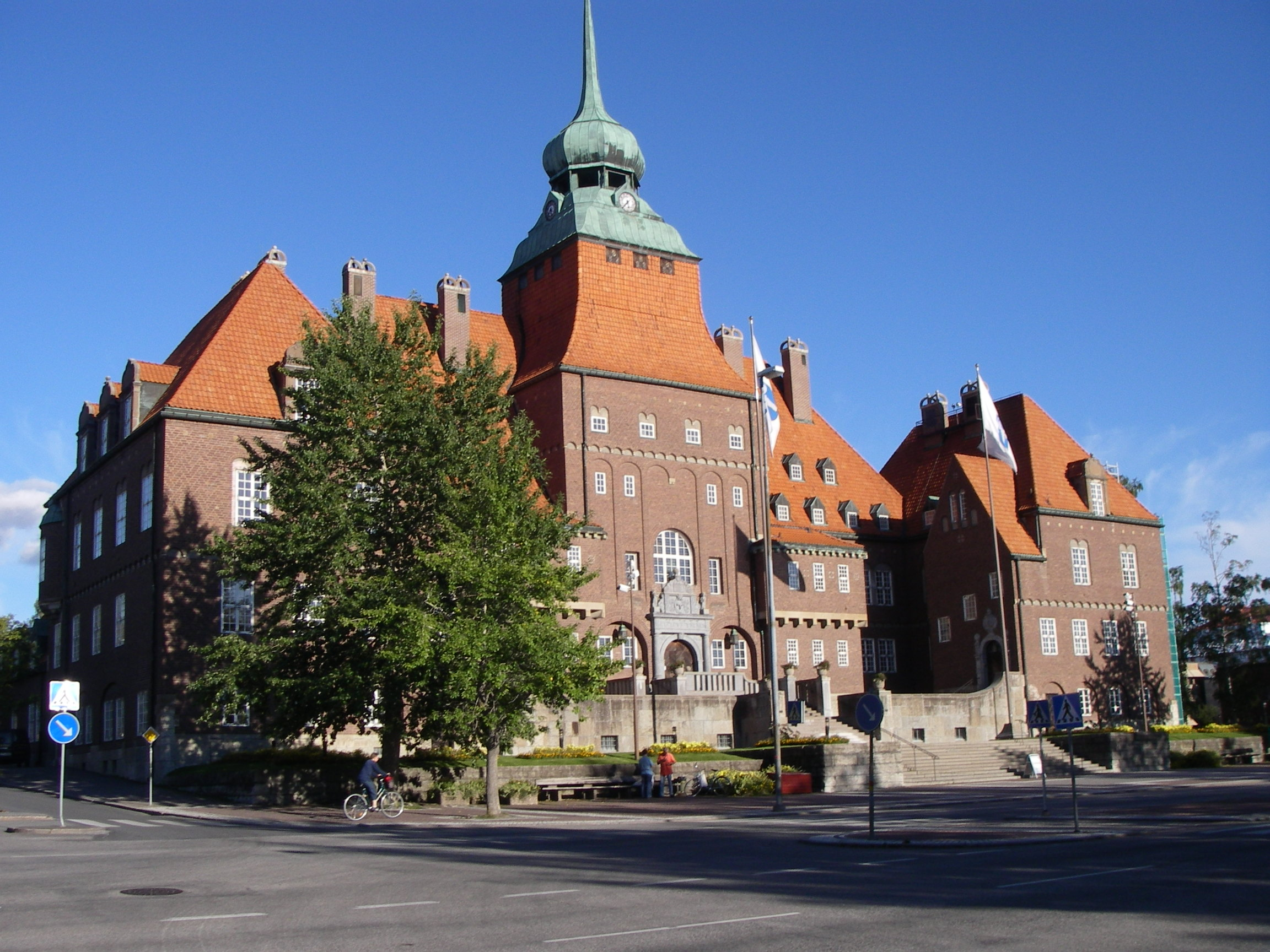
Östersunds rådhus

Den politiska bonderörelsen kom senare till landskapet främst genom Östersunds-Posten som skiftade inriktning, Jordbrukarnas Riksförbund och Bondeförbundet bildade sina första sockenföreningar i landskapet omkring 1915. Redan 1912 hade Anders Kilian från Rödön givit ut den georgistiska jordbrukartidningen Odlaren. 
Bondeförbundet kom att dominera politiskt i västra Jämtland medan konservativa (framför allt i Östersund) och frisinnade åtnjöt Storsjöbygdens stöd. Arbetarrörelsen genom Socialdemokraterna blev den överlägset starkaste kraften i främst norra och östra delarna av landskapet. Bonderörelsens kooperativa delar har beskrivits av Nils G. Åsling i Bondeliv i samverkan, som gavs ut av Jamtlis förlag 2008.
Hembygdsrörelsen absorberade som redan nämnt ungdomsrörelsen och har varit stark genom hela seklet.

## Nyanläggning
Tack vare järnvägens dragning genom Jämtland från Sundsvall till Trondheim tog utvecklingen kraftigt fart. Det mäktiga rådhuset i Östersund, ritat av Frans Bertil Wallberg stod färdigt 1912 och är en av de symboler för optimismen som rådde. Rådhuset gjorde även att Östersund fick en genuin jämtsk karaktär med de lokala klockstaplarna och den stora lökkupolen som kronan på verket (jämför med kyrkan i Åremotivet). 

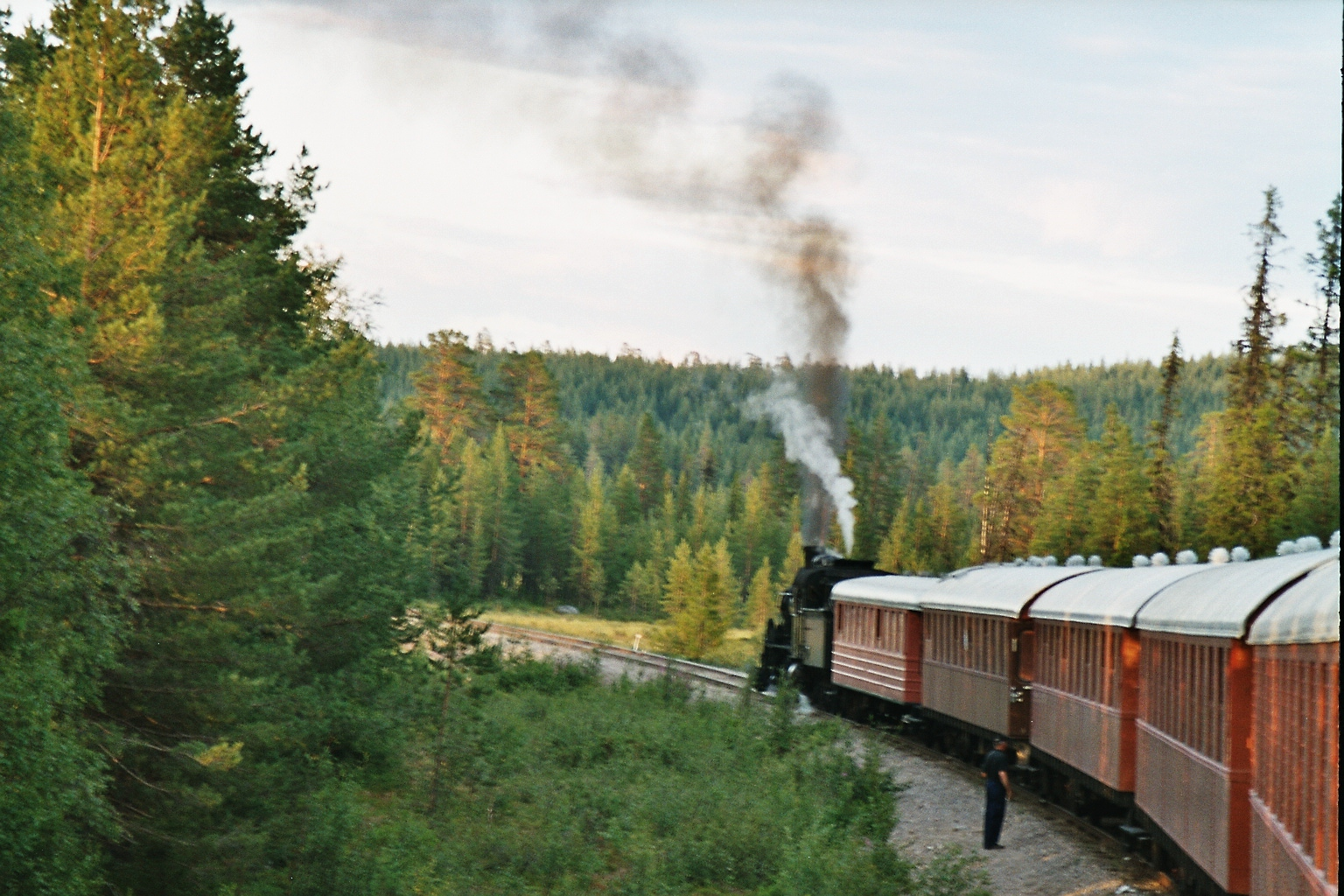
Tåg på Inlandsbanan

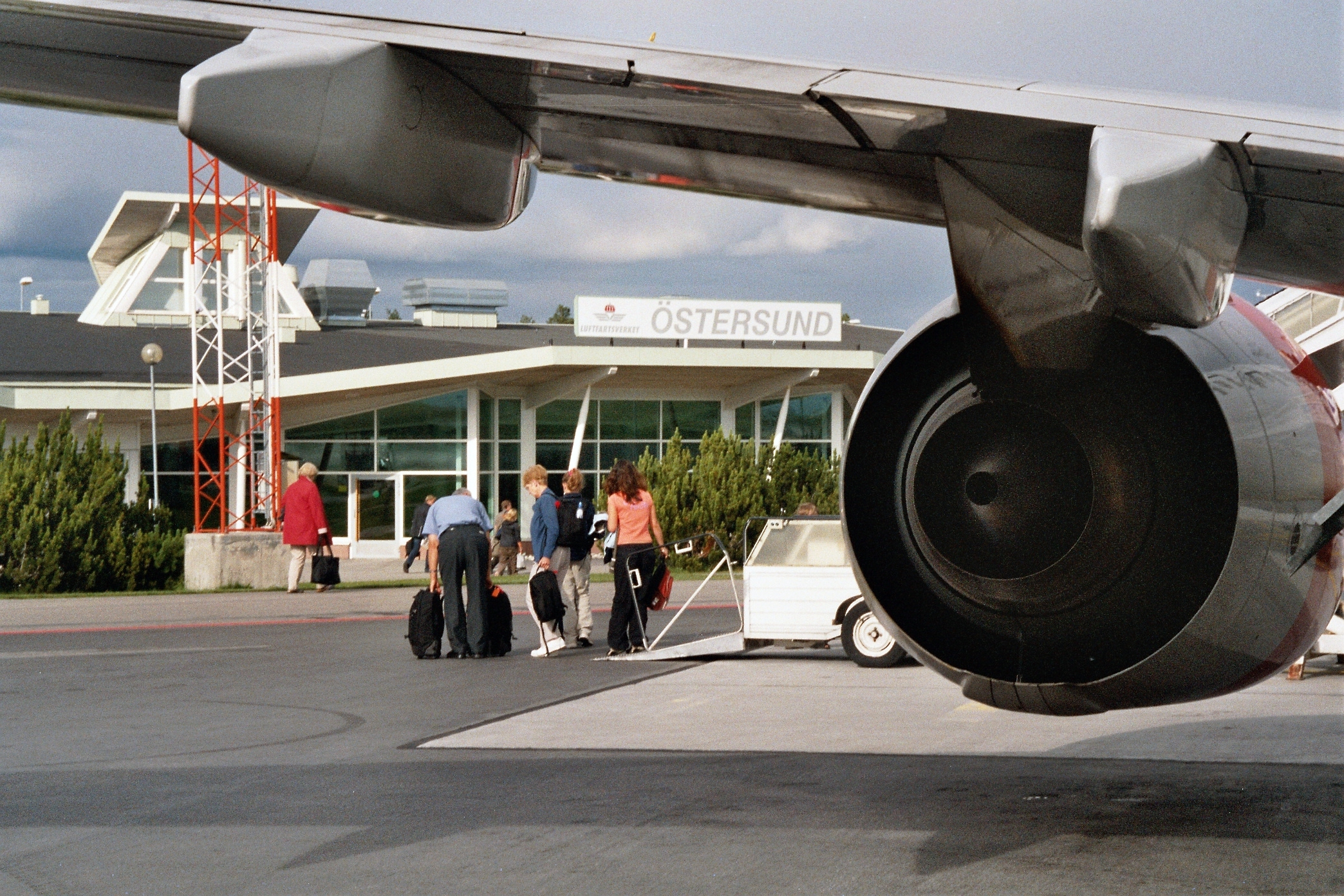
Reguljär flygtrafik kom till Jämtland år 1958

Efter separationen mellan Sverige och Norge ville man från statligt håll stärka nord och sydförbindelserna, på bekostnad av de naturliga öst-väst förbindelserna. Planer gällande en nord-sydgående järnväg hade funnits, främst hos försvaret tidigare, men realiserades först 1907. Från Jämtlandsbänken i riksdagen såg man en ny järnväg som en möjlighet att uppodla myrmarker längs en eventuell ny bana. Så blev dock inte fallet när banan byggdes i etapper mellan 1908-1922. Emellertid kom ny samhällen att växa, såsom Åsarna, Svenstavik, Hammerdal, Strömsund med flera. Järnvägen fick senare konkurrens. Den första bilen köptes i Jämtland 1899, det tog dock ett tag innan verklig trafik kom till. Efter biltrafikförordningen som inrättades 1906 skulle alla bilar tilldelas en bokstav, Jämtlands läns bilar blev tilldelade bokstaven Z (samma förordning gav upphov till den jämtska pejorativa termen för personer från Västernorrlands län — klyktattare). En bilskola kom till 1912 men det var först på 1920-talet som bilparken ökade kraftigt. I samma veva kom den första reguljära busslinjen till i Jämtland, Brunflo-Östersund.
Unionsupplösningen bidrog även till att Östersund blev en utpräglad garnisonsstad. Fältjägarregementet I 5 förlades till staden 1910 och en flygflottilj, F 4 kom till Frösön 1926. Den reguljära flygtrafiken kom däremot igång först 1958.

## Nödåren 1917 och 1918
År 1917 pågick första världskriget på kontinenten och i samband med februarirevolutionen 1917, som inledde den ryska revolutionen, påverkades stämningen även i Jämtland. Ransonering ledde till brist på livsmedel och en revolution fruktades. Hungerdemonstrationer förekom på flera håll i Jämtland, men allra främst i Östersund och i första hand soldater. På första maj det året samlades 4 000 demonstranter framför rådhuset i Östersund och krävde bland annat sänkt pris på mjölk och ved. I Järpen i Västjämtland krävde arbetarkommunen att turister skulle drivas bort och arbetsfolket skulle få smör, mjölk och potatis.
Året därefter spred sig Spanska sjukan som en löpeld över landet. 1 200 jämtar dog men långt fler insjuknade. Vissa byar, som Getan i Alsen blev även helt isolerade. Stadsläkaraen i Östersund meddelade att "Östersund torde utan gensägelse ha varit mer än någon annan svensk stad av sjukdomen hemsökt", varvid Östersund har kallats för "Spanska sjukans huvudstad". Gamla skolan (det som idag är Östersunds turistbyrå) blev ett provisoriskt sjukhus och då inget kriscentrum fanns gick olika aktörer in för att hjälp befolkningen. Även myndigheterna gjorde vad de kunde genom att förbjuda publika sammankomster samtidigt som teatersalonger och biografer stängdes. Skildringen från hösten 1918 vittnar om stämningsläget i staden. 
| ”                        | Dag efter dag gnisslade de gamla likvagnarna fram genom gatorna, ackompanjerade av Chopins sorgemarsch och kyrkklockornas ödsliga och hotfulla klang. Så tog farsoten den civila befolkningen; söndag efter söndag hölls tacksägelse över ett 20-tal döda på en befolkning om 12- à 13 000 själar, ambulansens klocka klämtade i utdöda gator, allt nöjes- och föreningsliv avstannade, alla modeaffärer skyltade endast med sorgsaker och där två eller tre voro församlade talades endast om hemsökelsen | „ |

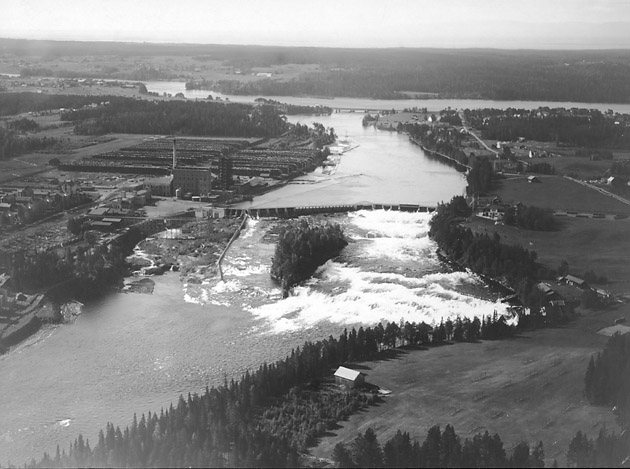
Hissmofors massafabrik och kraftstation 1929

| – Veckojournalen 45/1918 | |   |

## Elektricitet och vattenkraft
Elektrisk belysning prövades för första gången i landskapet i Östersund 1885 därefter bildade några av stadens mest framstående affärsmän Östersunds Elektriska AB 1889 (föregångare till dagens Jämtkraft), ett bolag som producerade elektricitet från ett ångverk i Östersunds hamn. 1888 hade en cellulosafabrik i Järpen installerat belysning. Det första stora kraftverket i Jämtland byggdes i början av 1890-talet då ingenjören Årad Nobell köpte ett markområde i Hissmofors (idag en del av Krokoms tätort), därefter bildade han med några affärsbekanta Hissmofors AB. Bolagets första uppgift var att bygga en kraftstation, Hissmofors kraftverk, i Hissmoforsen i Indalsälven, avsedd bland annat för bolagets sulfitfabrik som stod klar 1899. Kraftstationen kom även att leverera elström till Östersund genom en 21 km lång ledning.

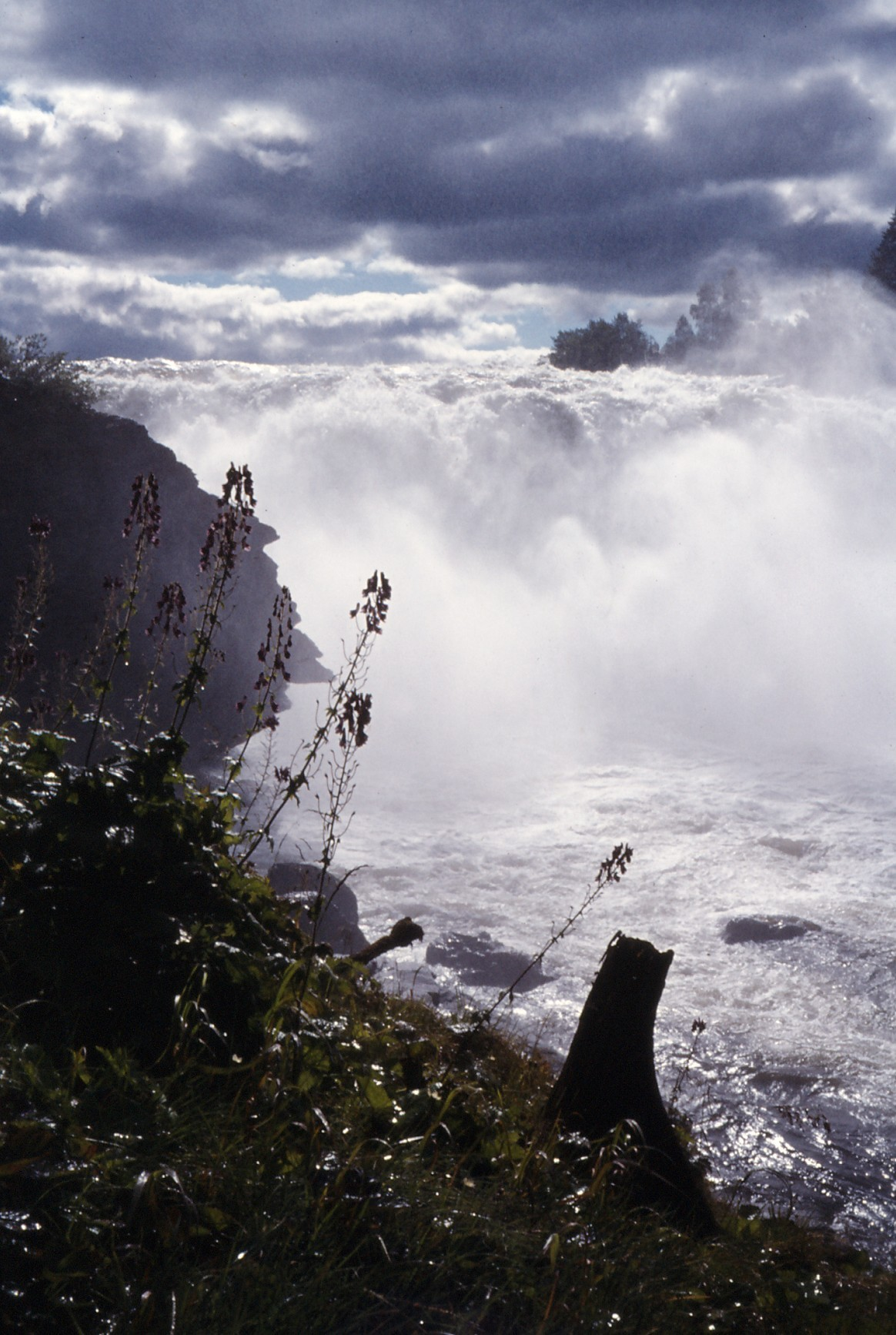
Även ristafallet kom att skyddas genom lag

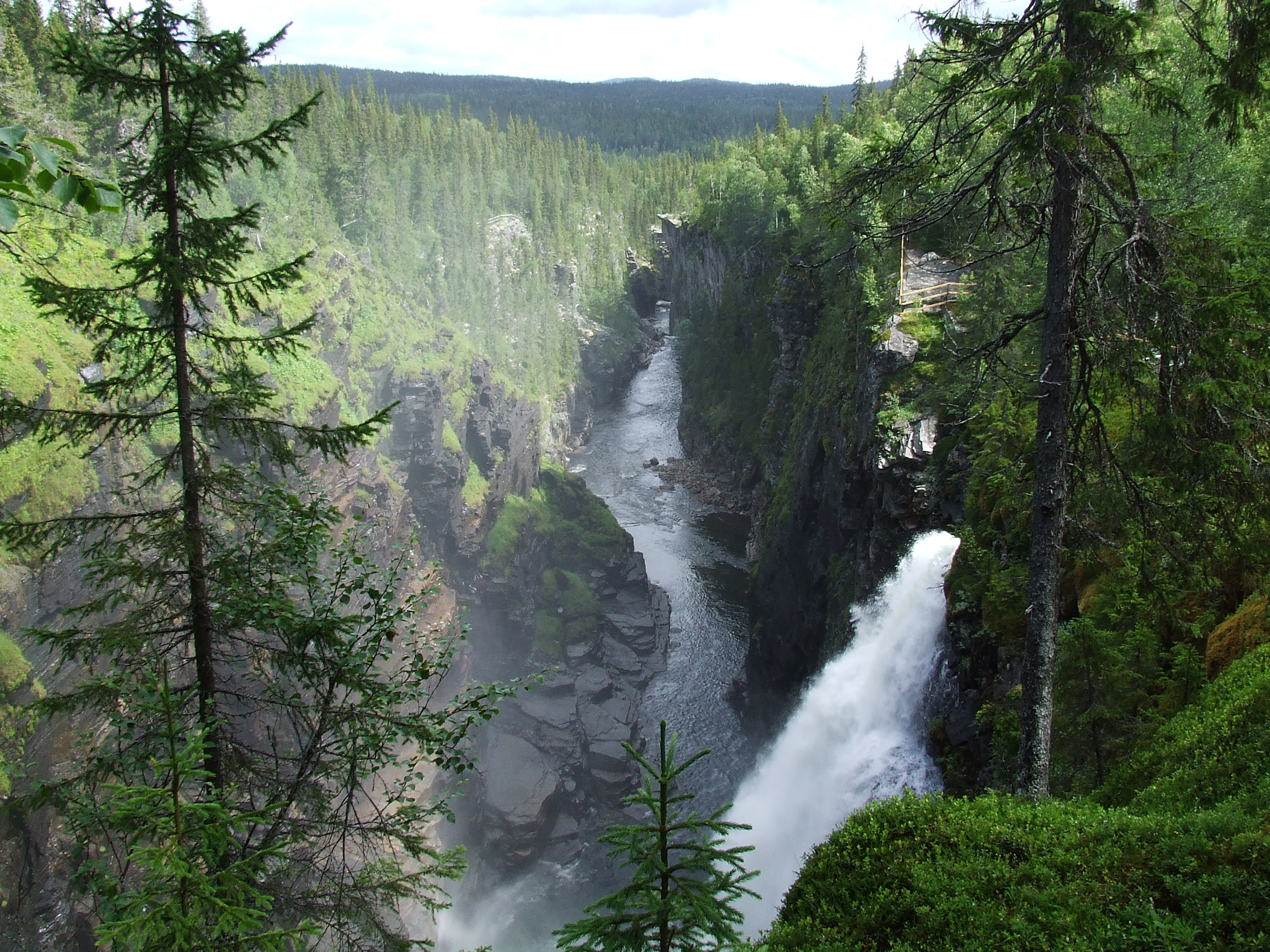
Hällingsåfallet är likt de flesta kvarvarande vattenfall i Jämtland ett naturreservat

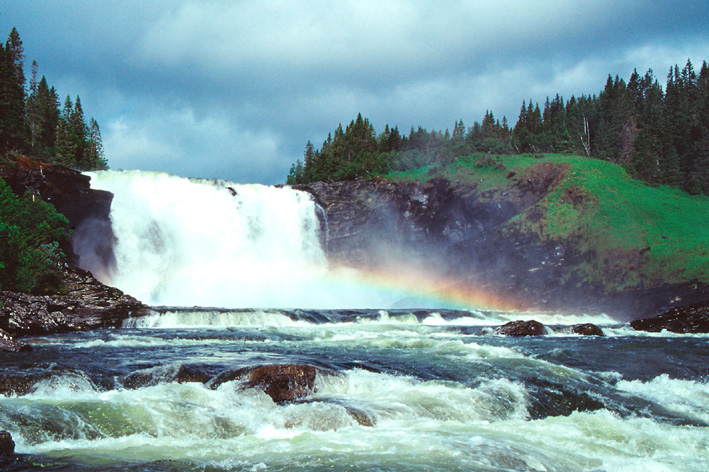
Tännforsen

På landsbygden kom man att tidigt intressera sig för vattenkraft och på 1910-talet uppstod småkraftverk runt om i landskapet. Lokala bolag kom bokstavligt talat att sprida ljus till byarna. Fotogenbristen som uppstod i samband med det första världskriget accelererade utbyggnaderna på flera olika ställen.
Vid Stockholmsutställningen 1897 gjorde Jämtland reklam för sina forsar och vattenfall, för att på så sätt locka industrier att etablera sig. Uppfinnaren Gustaf de Laval började planera för flera satsningar men av dem blev det inget av. Däremot så gick staten tillsammans med städer och bolag utanför landskapets gränser in och köpte upp fallrättigheter från lokalbefolkningen. En storskalig exploatering av främst Indalsälven inleddes. Elexporten söderut inleddes i och med att det ditintills största svenska kraftverket anlades i Krångede 1936.
Under mellankrigstiden sågs vattenfall som rent kol, vitt guld och var det främsta medlet för att bygga upp en modern industri i folkhemmet. Lokalt var inte dessa visioner särskilt uppskattade. 
1940 då statliga Vattenfall AB förvärvade rättigheterna till Tännforsen och planerade ett utbyggande av Ånnsjön började befolkningen att protestera. En stark regional opinion mot exploateringsplanerna uppstod och Erik Festin (tillsammans med en rad andra framstående personer inom hembygdsrörelsen och Jämtlands Läns Museum) krävde att arbetet skulle avbrytas. Det hela kulminerade i ett opinionsmöte i Östersund 1942. En skarpt utformad resolution antogs, där det slogs fast att Tännforsen samt Åreälven skulle skyddas och lämnas orörda. Samtliga jämtska riksdagsledamöter ställde sig bakom en motion i frågan. Protesterna gav resultat och Tännforsen kom att skyddas genom en förändring i vattenlagen 1943. Andra krav restes samtidigt, som till exempel frågan om vattenkraftsåterbäring.
Även flera andra områden har skyddats genom åren genom en lokal opinion, som till exempel Ottsjön, Sölvbacka strömmar, Långan och Ammerån.

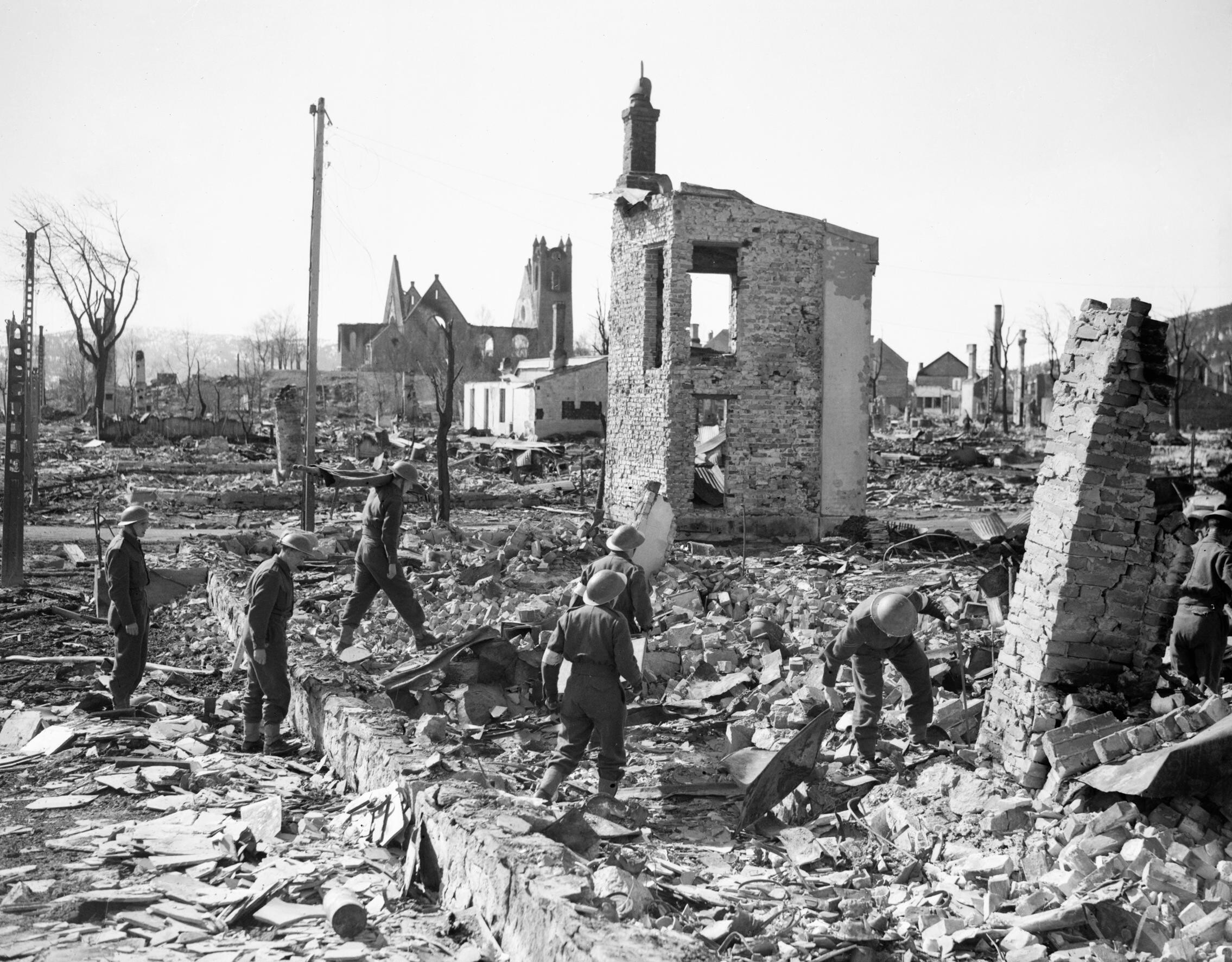
Den 20 april bombades Namsos (bilden) i Nord-Tröndelag och dagen efter, den 21 april bombades även Steinkjer, alldeles väster om Jämtland. Norge kapitulerade den 10 juni samma år i och med avtalet som skrevs i Trondheim. Många trönder och norrmän kom därefter att fly över gränsen till Jämtland och Sverige.

## Jämtland under andra världskriget
Under 1940-talets början var andra världskriget i full gång och Jämtlands forna moderland Norge ockuperades av det nationalsocialistiska Tyskland lett av Adolf Hitler genom Operation Weserübung. Sverige var oförberett på anfallet och ockupationen av Norge och det dröjde innan gränsposteringar med soldater från I 5 och A 4 var på plats vid gränsen till Tröndelag. Efter förhandlingar beslutade den svenska samlingsregeringen att tillåta transiteringen av tyskt krigsmateriell och tyska soldater genom Sverige. Hundratals tåg gick genom Jämtland från Trondheim till Storlien, vidare till Östersund för att slutligen nå Narvik (den så kallade Hästskotrafiken).
I Jämtland togs redan i januari 1940 initiativ till bildandet av hemvärn i Lit, innan det nationella hemvärnet ens var bildat. Hemvärnet i Jämtland organiserades därefter snabbt. Under ockupationen av Norge flydde många norrmän över gränsen och många jämtar hjälpte dem undan de tyska ockupanterna. Mest känd för sina insatser blev David Hummel, provinsialläkaren i Gäddede som var svensk-norsk kontaktman för norska underrättelsetjänsten samt gränsombud under krigsåren. För sina insatser belönades han senare med St Olavorden och Röda Korsets förtjänstmedalj.
Jämtland tog även emot ett hundratal så kallade finska krigsbarn. Samtidigt växte landskapets invånarantal kraftigt på grund av de höga födelsetalen.

## Nordens Hamburg del två
Se även Nordens Hamburg del ett

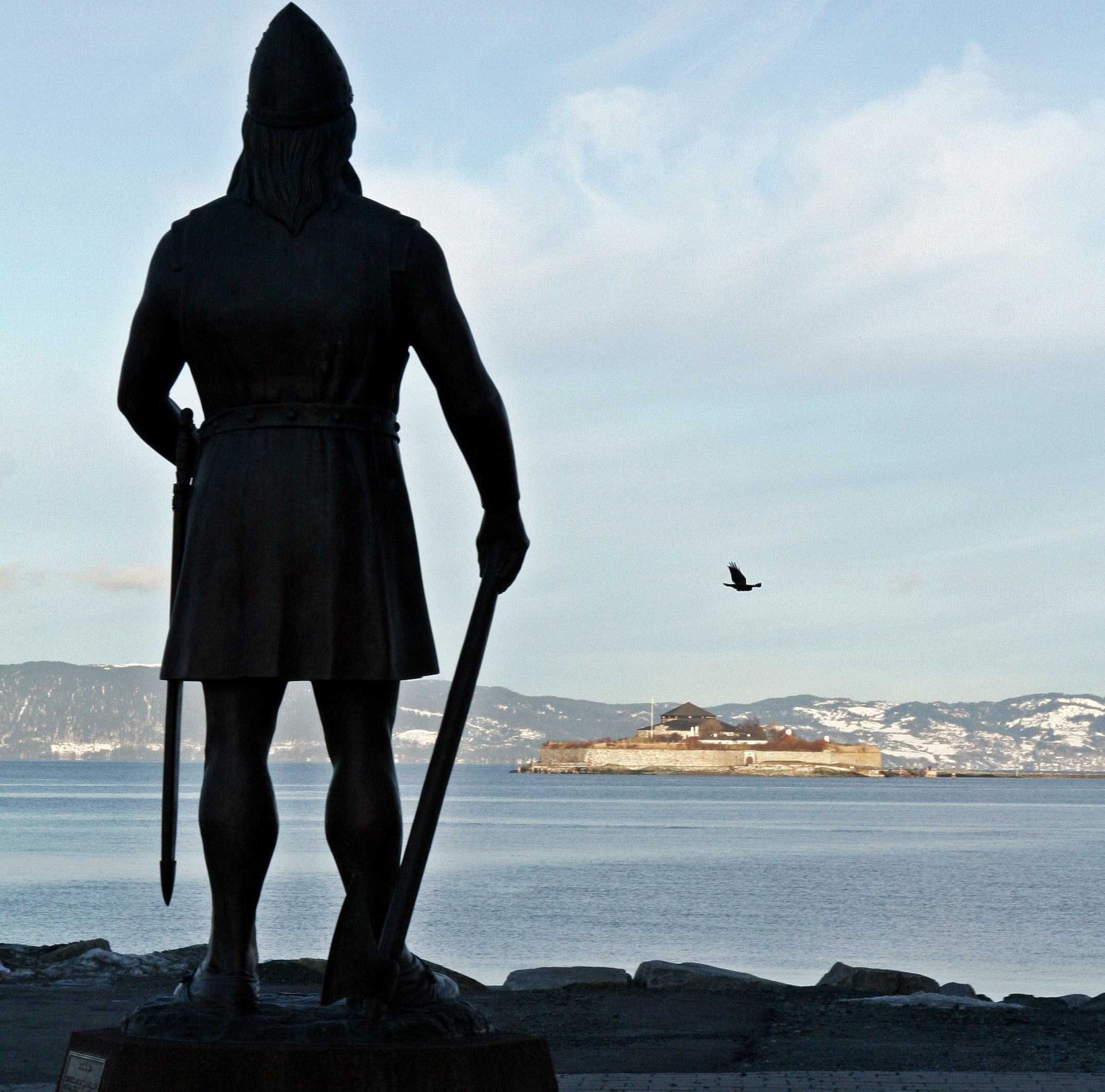
Det finns anledningar till att Trondheim kort och gott benämns byn på jämtska

Efter andra världskrigets slut valde Trondheims myndigheter att utveckla och bygga ut infrastrukturen. Avstånden från norra och mellersta Sverige till Göteborg, Sveriges viktigaste hamn. Trondheims hamn började byggas ut kraftigt och tankegångarna från 1880-talet återkom. Transitkommittéer tillsattes i såväl Trondheim som Östersund. Önskemål framförde att Trondheim skulle bli en frihamn, att hamnen dessutom inte fryser till is på vintern var en stor fördel, jämfört med Norrlandskustens hamnar. De båda statsmakterna kom att involveras, då en satsning på området skulle kräva en utbyggnad av järnvägen och dess trafik. Från norskt håll var man positiv, men den positiviteten delade inte den svenska regeringen, trots att frihamnsförslaget togs upp i ett regeringsmöte 1950. Den nationella politiken spelade in, Norge gick med i NATO 1949 medan Sverige bibehöll en neutral och alliansfri hållning. Sverige var emellertid enorm knutet till väst, såväl ideologiskt som ekonomiskt och hotbilden från Sovjet ändrade Sveriges försörjningsberedskap. En olje och förnödenshetsbas i Trondheimsfjorden ansågs av militären vara nödvändigt och 1953 fick idén fäste hos regeringen. 

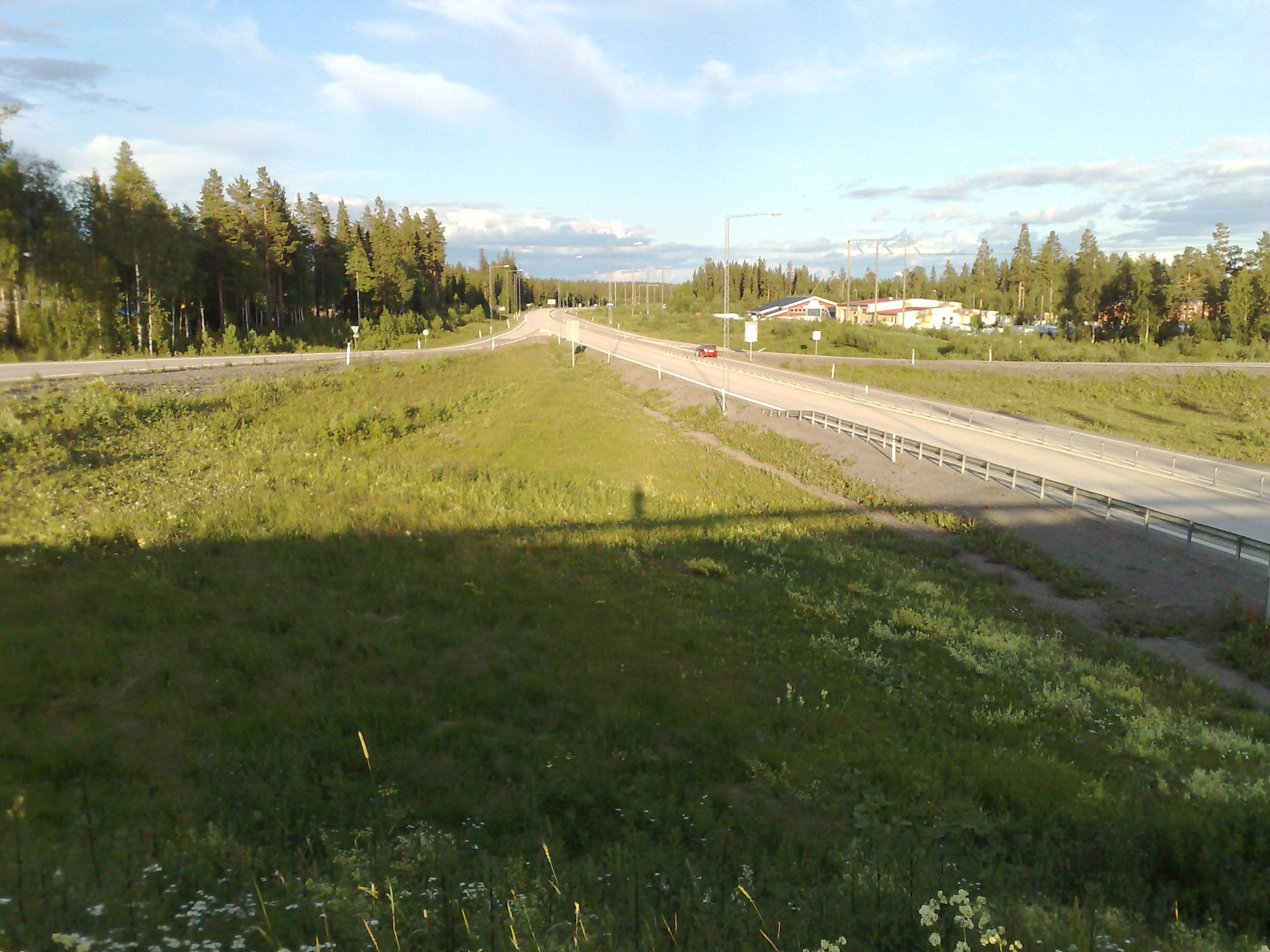
Dagens E14 vid Torvalla utanför Östersund

För att förbättra kommunikationerna drog projektet "Trondheimsleden" (ett samlingsnamn för flera olika projekt) igång. Frågan blev emellertid kontroversiell nationellt, var Sverige på väg in i Nato? Kommunisterna menade så, medan den borgerliga oppositionen var positiv till projektet. Tage Erlander och Östen Undén ville vidmakthålla alliansfriheten men förstod samtidigt att livsviktiga förnödenheter var tvungna att säkerställas, med tanke på det rådande kalla kriget och osäkerheten för västkusten. När frågan behandlades i riksdagen tonade man ned de försvarsmässiga skälen och tonade upp de regionella och de fredliga. 1954 utnämndes en kommitté för att arbeta med frågan och 1956 slöts ett avtal gällande bland annat en olje- och förnödenhetshamn samt en mellanriksväg.
Någon större export blev det inte till Trondheim, visserligen var det mycket populärt i Jämtland, men föga så i Västernorrland och övriga kustområden. I Tröndelag blev reaktionerna i hög grad bittra på det magra resultatet. Inte heller mellanriksvägen, då Europaväg 75, numera E14 som blev klar 1958 bidrog till en ökad transithandel. Däremot så ökade privatbilismen i regionen, vägen blev en utpräglad turistväg och ökade kontakterna mellan människorna. Betydelsen av den anlagda basen minskade snabbt efter att Västtyskland anslutit sig till Nato och Västkusten var relativt säker, samtidigt som Sveriges utbyggda lagerkapacitet, avsaknaden av en oljeledning samt Værnes utbyggnad till Nato-flygplats bidrog.

## Industrialisering
Under såväl mellan- som efterkrigstiden industrialiserades Sverige allt snabbare och allt mer. Med undantag för några områden, däribland hela Jämtlands landskap. I slutet av 1800-talet och i början av 1900-talet hade drygt 40 procent av all mark i Jämtland och Härjedalen blivit uppköpt av skogsbolag, något som förbjöds 1906 i och med den norrländska förbudslagen. Den uppköpta marken ledde till ett visst beroende av intressenter vid kusten och söderut som motverkade en lokal förädlingsindustri, samtidigt som folkrörelser inte ville se någon industrialisering. Jämtland kom således att nästan helt och hållet bli en råvaruproducerande region.
I samband med den stora depressionen som drabbade Västvärlden i början av 1930-talet genomfördes ett antal reformer i Sverige. 1933 var arbetslösheten omkring 20-25 procent och idéer gällande främst skogsarbetares möjligheter till självförsörjning fördes fram. En statlig fond som gav förmånliga småbrukslån inrättades 1933 efter kohandeln mellan Bondeförbundet och Socialdemokraterna. I Jämtland byggdes, jämte Västerbotten, flest så kallade Per-Albin-torp i landet.

### Bygdeutveckling

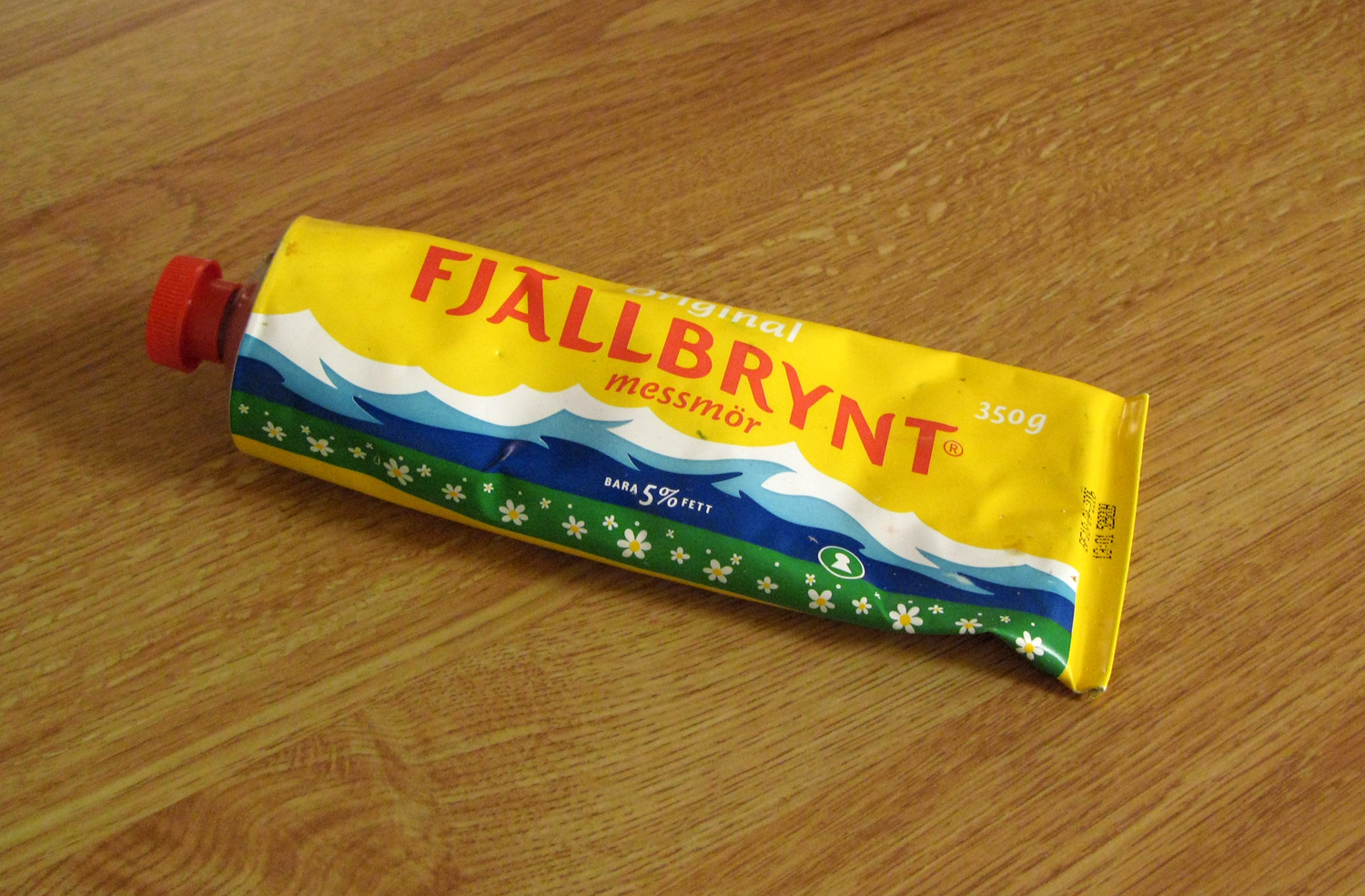
Messmör är en gammal regional produkt

Jämtland bibehöll länge bilden som ett agrart landskap. 1920 var nästan 70 procent av den arbetsföra befolkningen sysselsatt inom jordbruket. Fortfarande 1950 var siffran hög, nära 45 procent.
Länge dominerade småbruken kraftigt. Men efter att den av bonderörelsen bildade Riksförbundet Landsbygdens folk, (numera LRF) organiserades kom de ekonomiska föreningarna på landsbygden att växa.
De första bymejerierna kom till i Jämtland i Näs och Mörsil socken 1868 tack vare hushållningssällskapet, ett tidigt initiativ till samordning kom till i och med bildandet av Jemtlands Mejeri AB 1872. Jämtlands Förenade Mejerier bildades 1930 som en försäljningsorganisation för de jämtska bymejerierna, för att på så vis samordna produktion av den traditionella regionala mesosten, en gammal produkt från fäbodkulturen i Mittskandinavien. Jämtlands Mejeriförening bildades 1938 på initiativ av den gamle riksdagsmannen Per Persson från Trången. Förste VD blev Ivar Söderqvist. Söderqvist lyckades på kort tid sammanföra de olika mejeriföreningar som växt fram till den nya föreningen. Söderqvist hade även som vision att göra den jämtska messmöret till en nationell produkt, som mesosten redan var. Ivar Söderqvist marknadsförde senare tillsammans med sina kollegor Fjällbrynt messmör, ett numera välkänt varumärke för Fjällbrynt AB, med huvudkontor i Östersund.
Lantbrukskooperationens utveckling i Jämtlands län har beskrivits i "Bondeliv i samv erkan" av Nils G. Åsling. Den gavs ut av Jamtlis förlag 2008.

## Flyttlasspolitik
Någon industrialisering av Jämtland blev det alltså aldrig tal om. Den höga sysselsättningen inom jord och skogsbruket höll siffrorna uppe ett tag, men efter en fortsatt rationalisering av jordbruket frigjordes arbetskraft. Samma fenomen hade skett i Storbritannien i industrialiseringens inledningsskede. Jämtland kom dock inte att genomgå den processen.
Efter andra världskriget tog Sverige och den Svenska staten till sig idéer som keynesianism. Med politiska medel skulle staten kunna förbättra marknaden och samtidigt öka den ekonomiska tillväxten. Under 1950-talet växte Rehn–Meidner-modellen fram, för att göra arbetskraften i Sverige mer rörlig. Rehn–Meidner-modellen byggde på solidarisk lönepolitik (alla företag skulle, oavsett storlek ha likartade löner), stram finanspolitik och en selektiv arbetsmarknadspolitik (rörelsebefrämjande åtgärder). Visionen bakom politiken var att en koncentration var nödvändig för den ekonomiska tillväxten och staten skulle understödja en sådan koncentration. Ur den synvinkeln var det således av stor vikt att befolkningen flyttade från gles- och landsbygd till städer, från inlandet till kusten och från norr till söder. Ur samma synvinkeln var också det glesbefolkade Jämtlands län, Sveriges största landsbygd och Sveriges enda inlandslän i Norrland således den mest olönsamma regionen man kunde föreställa sig.

### Det glada 60-talet?
Politiken sjösattes i slutet av 1950-talet, år 1955 uppgick Jämtlands läns befolkning till 144 400 personer, fem år senare hade den sjunkit till 139 800 personer. Jämtlands län med flest företag per invånare hade då (precis som idag) endast ett fåtal större företag och dominerades av småföretag med relativt få anställda. Under flera årtionden hade Jämtlands politiker arbetat för att motverka en industrialisering av Jämtland[källa behövs] och nu, med den nya politiken, tvingades företag i konkurs. De små företagen kunde inte konkurrera med de stora lönemässigt och klarade inte av att hålla lönerna uppe utan att själva gå under. Samtidigt annonserade Arbetsmarknadsstyrelsen i lokaltidningarna om jobbtillfällen i södra Sverige och erbjöd bidrag och traktamenten (under ett visst antal dagar), så kallade rörelsebefrämjande åtgärder, till dem som valde att flytta. Vilket många också kom att göra. Jämtlands befolkning minskade kraftigt och i landsbygden var det verkligen inte frågan om något "glatt 1960-tal". I staden Östersund och tätorterna var det däremot något annorlunda. Miljonprogrammet drog igång vid 1960-talets mitt och stadsdelar som Lugnvik och Körfältet kom till. Samtidigt som urbanisering gjorde att husområden kom till i Odensala. Vid en uppvaktning för statsminister Tage Erlander hösten 1960 påtalades problemen av LRF:s länsförbund. Det ledde till att en särskild utredning om de jämtländska näringslivet tillsattes. Det blev utredningen "Befolkningsutvreckling och näringsliv i Jämtlands län", som resulterade i betänkandet SOU 1963:45.

### Republiken grundades

Republiken Jamtlands flagga, designad av Kent Backman och Bo Oscarsson

I takt med att Jämtland avfolkades ökade missnöjet mot statsmakten och regeringens flyttlasspolitik kraftigt. Arbetsmarknadsstyrelsen (AMS) fick betydelsen Alla måste söderut och när en statlig utredning tillsattes för att se över om huruvida Jämtlands län skulle upphöra att existera och sammangå med Västernorrlands län var det droppen som fick bägaren att rinna över för många. Yngve Gamlin utropade sig 1963 till president i Republiken Jemtland (den danska stavningen användes) och grundade Storsjöyran som frihetsfest samma år. Republiken Jamtland som koncept åsyftar den tid före 1178 då Jämtland alltjämt var självständigt. 1960 hade LRF, d.v.s. lantbrukarnas riksförbunds länsavdelning tagit initiativet till en uppvaktning för statsminister Tage Erlander. Uppvaktningen resulterade i att en utredning tillsattes om "Befolkningsutveckling och näringsliv i Jämtlands län", SOU 1963:45. 
I samband med detta så startades en befrielserörelse i Jämtland med namnet frihetsrörelsen som ett direkt svar på myndigheternas centraliseringsplaner för Jämtland och Västernorrland. Festivalen var dock inte enbart en manifestation mot överheten, utan den hade även ett syfte om att sprida glädje och tro på egna kraften.
År 1967 föreslog en utredning den av rörelsen så fruktade sammanslagningen av länen i mellersta Sverige. Frihetsrörelsen som leddes av Storsjöyrans general Bo Berndtsson och Republikens president Gamlin skapade de så kallade "fykorten" som skickades i 10 000-tal till Regeringen Erlander på grund av detta. Rörelsen fick luft under vingarna och fick fler medlemmar och protesterna på sammanslagningsplanerna gav resultat. Gamlin avlade också ett officiellt statsbesök hos Tage Erlander på Harpsund samma år bland andra statschefer, vilket kan ses som ett slags officiellt erkännande. Under besöket stal Gamlin bottenpluggen ur Harpsundsekan, något som fick stor medial uppmärksamhet. Det var i samband med detta som konceptet om en republik inom konungariket växte och fick en central roll inom rörelsen för att symbolisera "kampen mot storsvensken".
Under början av 1970-talet, år 1973, upphörde republikens frihetsfest och den gröna vågen startade, då uppgick Jämtland-Härjedalens befolkning till 125 000 personer, långt färre till antalet än 20 år tidigare. Jämtlands upplevde då en positiv befolkningstillväxt i och med att fokus riktades från centralisering till decentralisering. Storsjöyran nystartade senare, år 1983, och har därefter återkommit varje år.

## Offentlig sektors framväxt
Trots protester genomfördes 1971-1974 års kommunreform vilket ledde till att sockengränserna suddades ut och nya storkommuner infördes. Reformen var inte särskilt populär lokalt och kritiserades för att sakna lokal förankring.
I likhet med övriga Sverige började den offentliga sektorn att växa kraftigt därefter. I Sverige som helhet utgjorde år 1960 den offentliga sektorn 31 procent av BNP, fram till mitten av 1980-talet hade siffran ökat till hela 65 procent. Mer än en fördubbling alltså. I Jämtland var det här som jobben ökade under tidpunkten, inom landsting, stat och de nya kommunerna. Huvudorsaken till den snabba ökningen av den offentliga sektorn var de ökade transfereringar till hushållen som skedde, jämte ökade ränteutgifter och offentlig konsumtion. Det hela betalades med omfattande skattehöjningar.

## Turism och idrott

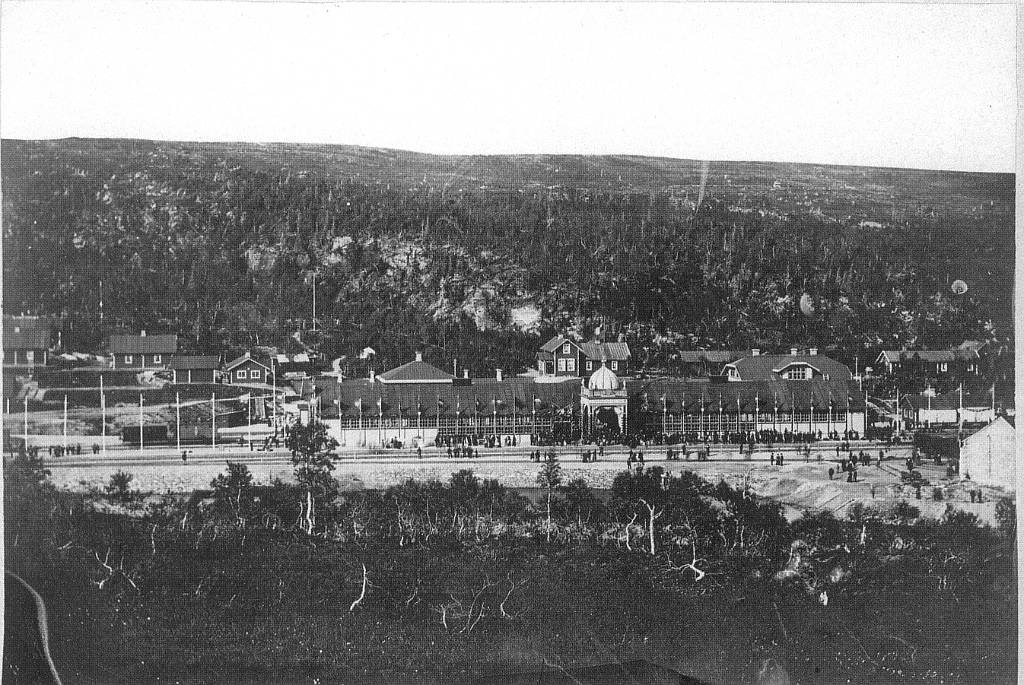
Storliens järnvägsstation 1882 under invigningen av Mittbanan.

Öppnandet av järnvägen Östersund-Trondheim 1882 gjorde västra Jämtland tillgängligt på ett helt annat sätt än tidigare. Förmögna män uppförde ett antal jaktvillor: göteborgaren Oscar Dickson byggde jaktvillan Rensjösätern och Carl Fredrik Liljevalch en jaktvilla i Medstugan efter ritningar av Agi Lindegren. Rika britter uppförde jaktvillor i Skalstugan, Landverk och Undersåker. Västra Jämtland började också locka turister för att vandra i fjällen eller utöva skidsport. En grupp av besökare var kurgäster som lockades till Jämtland av den klara luften. Sanatoriet i Mörsil blev Jämtlands första turistort för dessa "luftgäster", en roll Mörsil hade fram till att länssanatoriet förlades i Östersund. Även Åre lockade turister: det första hotellet i Åre, Hotell Åreskutan, byggdes 1895 av Kristina Hansson invid landsvägen ett par hundra meter från järnvägsstationen. 1897 byggdes Grand Hotell i närheten av järnvägsstationen. I Åre öppnades också mindre pensionat som Fresks pensionat under ledning av Josefina Fresk och Villa Solbränna under ledning av Ellen Ruuth. Under åren 1908 till 1912 byggdes bergbanan samt restaurang Fjällstugan efter ritningar av arkitekt Sigge Cronstedt.
En viktig punkt i arbetet för en mer omfattande vinterturism i Åre var invigningen av landskapets och även Sveriges första skidlift 1940. Den nya skidliften banade väg för den spirande utveckling den tidigare lilla fjällbyn kom att få, inte minst då världsmästerskapen i alpin skidsport anordnades i orten 1954.
På längdskidåkningssidan fanns tidigt Haldo Hansson, en av de första legendomsusande skidåkarna. Efter honom kom bland annat Sten B Olsson vars arbete satte Åsarna på skidkartan, vilket senare har resulterat i epitetet Guldbyn på grund av Åsarna IK:s stora framgångar internationellt. Jämte Åsarna har Östersund status som vintersportstaden och har flera gånger varit arrangör för världscuptävlingar i längdåkning och skidskytte och 2008 kommer Världsmästerskapen i skidskytte att hållas i staden för andra gången, den första gången var år 1970. År 2004 arrangerade Östersund och Åsarna tillsammans Världsmästerskapen i skidorientering.
Östersund har tillsammans med Åre kandiderat för Olympiska vinterspelen år 1994, 1998 och 2002 och Åre har även kandiderat tillsammans med Falun 1984 samt 1988. Östersund sökte tillsammans med Åre, Falun och Stockholm arrangörskap för Vinter-OS 2022 och Vinter-OS 2026, där man vid den sistnämnda ansökan blev slagen i sista omgången av Milano/Cortina.

## Nyare tid

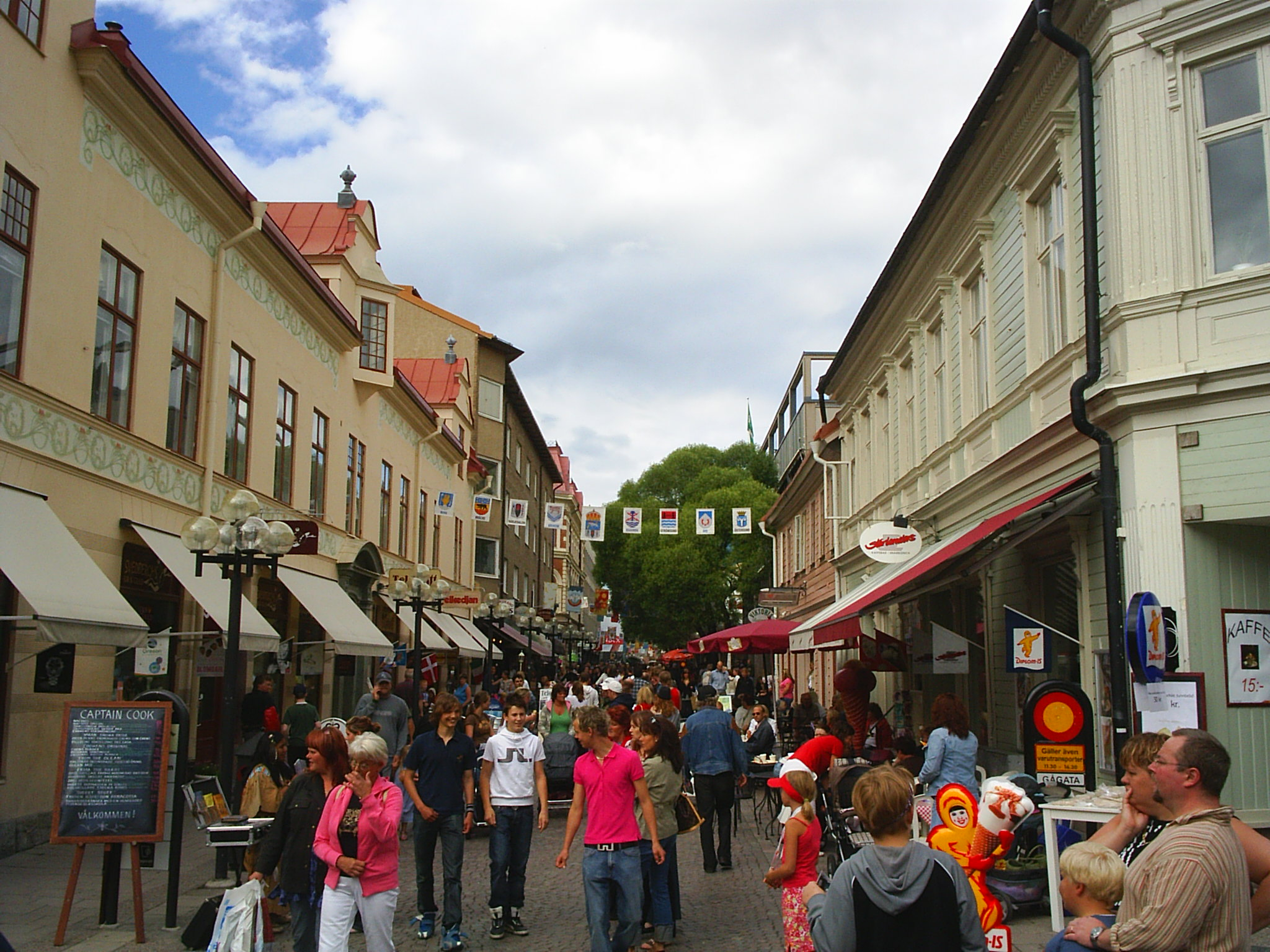
Östersund

Efter att järnridån föll i och med att Berlinmuren revs 1989 och Sovjetunionen kollapsade 1991 försvann Sveriges största hot. Behovet av försvaret i Jämtland debatterades under hela 1990-talet. År 1996 samlades till exempel 31 600 namnunderskrifter in för att motverka en nedläggning och lämnades över till försvarsministern Thage G Peterson. Regementena var emellertid inte räddade utan beslutet sköts upp. Det slutgiltiga beslutet om nedläggning kom 2004 och när försvarsminister Leni Björklund meddelade regeringens beslut blev hon utbuad av missnöjda jämtar utanför rådhuset i Östersund.
Någon positiv inställning till att fjärrstyras utifrån har aldrig funnits i Jämtland och erfarenheterna har som framgår i artikeln sällan varit goda gentemot centralmakten. Därför är det inte konstigt att motståndet mot Europeiska unionen är så starkt som det är i just Jämtland. Vid folkomröstningen om EU-medlemskap röstade 72,5 procent av befolkningen i Jämtland och Härjedalen "Nej" till medlemskapet och ledande personer inom folkrörelsen Nej till EU från landskapet var Margareta Winberg och Eva Hellstrand. Föga hjälpte det massiva motståndet i Jämtland då Sverige som helhet röstade ja. Vissa av nejsidans mest aktiva företrädare ämnade att återföra Jämtland med Norge, i protest mot unionen. Men av detta blev det intet av.
När det var folkomröstningen om införande av euron hade motståndet växt och hela 77,2 procent av befolkningen röstade "Nej". Den här gången blev resultatet "Nej" även i Sverige som helhet.

## Bygderörelsen
På senare tid, alltså efter 1960-talets strukturförändringar och rationaliseringar har ofta nya scenarion uppkommit, en sorts glesbygdskris. Efter en tids arbetslöshet och utflyttning hotas skolan, affären, äldrevården eller annan service med nedläggning i mindre samhällen, då verksamheten skall centraliseras till en större ort. Det här skapar ofta någon form av motaktion. Motaktioner som under gemensam flagg benämns bygderörelsen. Befolkningen i en bygd går ihop och bildar en ekonomisk- eller ideell förening, ett aktiebolag eller utvecklingsgrupper. När samhället inte längre orkar går dessa grupper in och tar ansvar som i till exempel Böle på Annersia där den kommunala skolan lades ned och byn gick in och startade en privat friskola. Fler och fler startar även kooperativ, i Jämtland-Härjedalen finns det 2,15 kooperativ per 1 000 personer, tre gånger fler än tvåan i den svenska rankningen. Just ett kooperativ var det som gick in och räddade kvar en affär Hammerdal, efter att Konsum valde att lägga ned butiken. I Hammarstrand 2007 valde tio män, genom TV3:s realityserie Allt för byn (baserad på norska Alt for Rognan) att vända ortens negativa befolkningsutveckling genom att framför en teaterpjäs på Intiman.
På grund av att Jämtland aldrig industrialiserades finns inga riktiga brukssamhällen och ej heller någon utpräglad bruksmentalitet med stark konformism, utan istället mångsysslare med parollen "ska det bli gjort, får man ordna det själv".  Även statistisken bekräftar det hela, i Jämtlands län finns det (jämte Gotlands län) flest företag per varje invånare i förhållande till folkmängden i Sverige, 16 företag per 100 invånare. Länet har även den allra högsta företagsamheten bland kvinnor.
Jämtland har under 1900-talet genomgått en enorm förändring inom många olika områden, landskapet började då som folkrörelselandskap och folkrörelsetiden pågår fortfarande.

### Fotnoter
1. ↑  Sefastsson, Olle (1988). ”Godtemplardistriktets framväxt”. IOGT-NTO i Jämtland och Härjedalen. En historisk återblick 1886-1986. Östersund: IOGT-NTO. sid. 8
2. ↑  Järnfeldt-Carlsson, Marta (1995). ”Där luften smakar champagne. Jaktvillor och kurhotell i Jämtland”. i Thomas Hall och Katarina Dunér. Svenska hus. Landsbygdens arkitektur - från bondesamhälle till industrialism. Stockholm: Carlssons Bokförlag. sid. 220-225. ISBN 9177989023

### Webbkällor
- Stefan Fölster (Mars 2007). ”Om 80 år är lika många kvinnor som män företagare!”. Svenskt Näringsliv. Arkiverad från originalet den 6 oktober 2012. https://web.archive.org/web/20121006174717/http://www.svensktnaringsliv.se/multimedia/archive/00007/Om_80__r__r_kvinnorna_7947a.pdf. Läst 24 oktober 2007.
- Alf Ronnby (11 mars 1997). ”Glesbygdskämpen – Eldsjälar i lokalt utvecklingsarbete”. Socialmobilisering.nu (ursprungligen rapport hos Mittuniversitetet). Arkiverad från originalet den 21 februari 2006. https://web.archive.org/web/20060221225814/http://socialmobilisering.nu/Glesbygdskampen.pdf. Läst 24 oktober 2007.
- Bo Oscarsson. ”Gustav Hedenvind-Eriksson”. http://www.bo-oscarsson.org/Hedenvind.html. Läst 5 mars 2007.